# ثجر سويدان
ثجر سويدان قرية تابعة لمحافظة الأمواه في منطقة عسير في المملكة العربية السعودية.